# 1715

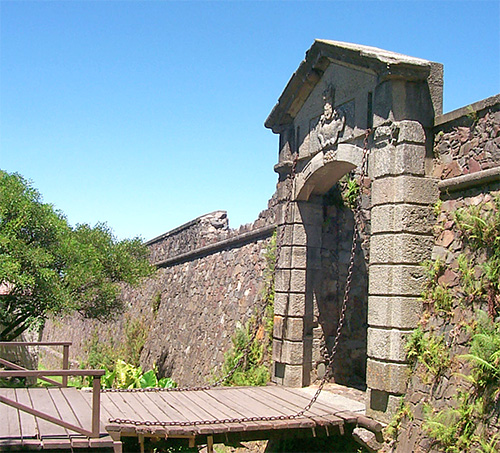
Antigo portão de Armas da antiga Colónia do Sacramento, (hoje uma cidade do Uruguai), disputada por portugueses e espanhóis desde a sua fundação em 1680.

- Wikisource

| Calendário gregoriano                                                        | 1715 MDCCXV                         |
| Ab urbe condita                                                              | 2468                                |
| Calendário arménio                                                           | 1164 – 1165                         |
| Calendário bahá'í                                                            | -129 – -128                         |
| Calendário budista                                                           | 2259                                |
| Calendário chinês                                                            | 4411 – 4412 Início a 4 de fevereiro |
| Calendário copta                                                             | 1431 – 1432                         |
| Calendário etíope                                                            | 1707 – 1708                         |
| Calendários hindus - Vikram Samvat - Calendário nacional indiano - Cáli Iuga | 1770 – 1771 1636 – 1637 4815 – 4816 |
| Calendário Holoceno                                                          | 11715                               |
| Calendário islâmico                                                          | 1127 – 1128                         |
| Calendário judaico                                                           | 5475 – 5476                         |
| Calendário persa                                                             | 1093 – 1094                         |
| Calendário rúnico                                                            | 1965                                |
| Calendário solar tailandês                                                   | 2258                                |

1715 (MDCCXV, na numeração romana)  foi um ano comum do século XVIII do actual Calendário Gregoriano, da Era de Cristo, a sua letra dominical foi F (52 semanas), teve início a uma terça-feira e terminou também a uma terça-feira.
| Ano completo                       |
| ---------------------------------- |
| Ano comum com início à terça-feira |

## Eventos
- 6 de Fevereiro - A Nova Colónia do Sacramento, (no actual Uruguai), que estava ocupada pelos espanhóis de Buenos Aires é devolvida aos portugueses pelo segundo Tratado de Utrecht.
- No Japão, registros de Osaka mostram 5655 atacadistas operando na cidade, a cidade se tornou o principal centro de commodities da nação com 24 atacadistas de arroz.[1]

## Nascimentos
- 1 de Novembro - José Ricalde Pereira de Castro, clérigo e desembargador português.

## Mortes
- 1 de setembro - Luís XIV de França, em Versalhes.

## Por tema
- 1715 na literatura